# Sleposcink Percivalův
Sleposcink Percivalův (Acontias percivali) je plaz z čeledi scinkovití (Scincidae) a rodu sleposcink (Acontias). Vyskytuje se v oblasti mezi východní Keňou a severovýchodní Tanzanií. Jde o špatně známého beznohého ještěra se zakrnělýma očima, jenž dosahuje délky 25–30 cm a hmotnosti 15–20 g. Šupiny na těle jsou drobné a lesklé.
Sleposcink Percivalův žije samotářsky a pohybuje v mělkých chodbičkách, kde pátrá po mravencích, všekazech a jiných bezobratlých. Někdy se ukrývá jenom pod kameny nebo v opadance. Přirozeným stanovištěm sleposcinků jsou písčité půdy středně vlhkých křovinatých stanovišť a travnatých plání s porosty akácií, a to v nadmořských výškách asi 500 až 1 000 metrů. Rozmnožování se zakládá na živorodosti a počet mláďat činí 2–3, o rozmnožovacím chování je však známo mizivé množství informací. Poněvadž je vystaven nanejvýš lokalizovaným hrozbám a jde o hojný druh, Mezinárodní svaz ochrany přírody pokládá slepocinka Percivalova za málo dotčeného.
Sleposcink Percivalův nese jméno Arthura Blayneyho Percivala (1874–1940), britského strážce zvěře ve východní Africe. Historicky se k tomuto druhu přidružovaly i poddruhy tasmani a occidentalis, ovšem forma occidentalis je nyní považována za samostatný druh, forma tasmani byla synonymizována v rámci jiného druhu sleposcinka.